# Rijkshandelshogeschool
De Rijkshandelshogeschool was een Belgische handelshogeschool te Antwerpen.

## Historiek
Het instituut werd in 1852 opgericht onder de naam Institut Supérieur de Commerce de l'État, de voertaal was Frans. In het Nederlands was het instituut bekend onder de naam Hoger Handelsgesticht. In 1934 werd de naam gewijzigd in Rijkshandelshogeschool.
In 1965 fuseerde de Rijkshandelshogeschool met het Instituut voor Overzeese Gebieden (UNIVOG) en het Hoger Instituut voor Vertalers en Tolken (HIVT) tot het Rijksuniversitair Centrum Antwerpen (RUCA).

## Voormalige docenten en hoogleraars
- Willy Calewaert
- Fernand Deschamps

## Alumni
- Frank Boogaerts, politicus
- Leona Detiège, politica
- André de Ridder, hoogleraar
- Alfons de Ridder (Willem Elsschot), auteur
- Frans Grootjans, politicus en bestuurder
- Théo Rasschaert, syndicalist en bestuurder